# Traumhochzeit
Traumhochzeit was een Duitse televisieshow, die van 1992 tot 2000 op de Duitse televisiezender RTL uitgezonden en door Endemol geproduceerd werd. Met tot ongeveer 11 miljoen kijkers was Traumhochzeit een van de populairste programma’s van de Duitse televisie in de jaren 90. Het programma werd gepresenteerd door Linda de Mol. In 2008 kwam er nog een eenmalige uitzending. De Nederlandse versie van dit programma heette Love Letters en werd ook gepresenteerd door Linda de Mol.